# Mont Bron
Mont Bron är en bergstopp i Schweiz. Den ligger i distriktet Martigny och kantonen Valais, i den sydvästra delen av landet, 90 km söder om huvudstaden Bern. Toppen på Mont Bron är 2 393 meter över havet.